# Hanigalbat
Hanigalbat est le nom donné par les Assyriens au royaume du Mitanni, et qui resta après la disparition de cet État pour désigner la région qu'il a occupée, centrée sur la vallée du Khabur et de ses affluents, entre le Tigre et l'Euphrate.

## Histoire
Les historiens contemporains utilisent le terme Hanigalbat pour désigner l'état final du Mitanni, quand il est devenu un faible royaume après sa défaite par Suppiluliuma Ier puis Assur-uballit Ier dans la seconde moitié du XIVe siècle av. J.-C., dont la domination est disputée entre les Hittites et l'Assyrie. Ce sont finalement Adad-nerari Ier puis Salmanazar Ier qui battent les Hittites et les derniers rois du Hanigalbat issus de la lignée du Mitanni, et incorporent cette région dans leur royaume.
Salmanazar Ier détrône le dernier roi du Hanigalbat, et entreprend une politique de colonisation de la région, qui se traduit par la mise en place de divers centres administratifs, dont Dur-Katlimmu, Qattara, Taidu, Harbe, etc. qui sont les capitales de provinces (pahutū) créées à ce moment. Le Hanigalbat est placé sous la direction d'un sukkallu rabu (quelque chose comme « grand ministre »), membre de la famille royale assyrienne.
Cette œuvre de contrôle du territoire nouvellement conquis est poursuivie par son fils Tukulti-Ninurta Ier. Le pouvoir du sukkallu rabu s'affirme, se transmet de père en fils, et se crée alors une véritable dynastie, dont les membres finissent par prendre le titre de « roi du Hanigalbat », tout en restant sujets du roi assyrien. Ils changent plusieurs fois de capitale : tantôt Tell Sabi Abyad, Dur-Katlimmu, Harbe. Plusieurs lots d'archives ont été retrouvés dans divers centres provinciaux assyriens, et, combinés aux découvertes archéologique, ils permettent d'observer comment s'exerce le contrôle assyrien sur le Hanigalbat, grâce à une véritable entreprise de colonisation : le matériel archéologique devient plus homogène qu'à la période du Mitanni, mais dans les centres de commandement, témoignant d'une plus grande centralisation du pouvoir. Le territoire est mis en valeur, par exemple par la construction d'un grand canal sur le cours bas du Khabur, à côté de Dur-Katlimmu.
Après la mort de Tukulti-Ninurta, l'Assyrie s'enfonce dans une crise dynastique qui profite au roi du Hanigalbat Ninurta-Apil-Ekur, qui monte sur le trône assyrien. Ses successeurs ne réussissent pas à garder longtemps le contrôle du Hanigalbat, qui commence à subir des incursions de nomades, Ahlamu et Araméens. Après le règne de Teglath-Phalasar Ier (début du XIe siècle av. J.-C.), l'Assyrie a perdu tout contrôle sur la région. Ses rois ne le reprendront qu'à partir du début du VIIIe siècle av. J.-C., quand la région est peuplée en majorité d'Araméens qui y ont établi plusieurs royaumes qu'ils n'abattent qu'après de dures batailles.